# Caherconlish
Caherconlish (in irlandese: Cathair Chinn Lis ) è un villaggio nella contea di Limerick, in Irlanda.